# Льонок простий
Льонок простий (Linaria simplex) — вид квіткових рослин родини подорожникових (Plantaginaceae).

## Біоморфологічна характеристика
Це однорічна рослина. Рослина 7–45(60) см заввишки, волосисто-залозиста. Листки безплідних пагонів лінійні, у кільцях, квіткових пагонів знизу в кільцях, зверху чергові, 10–20 × 1–2 мм. Китиця щільна, малоквіткова. Чашолистки лінійні, 4 мм завдовжки. Віночок блідо-рожевий, з тонкими фіолетовими смужками 3 мм завдовжки (без шпорця); шпорець зігнутий, 3–3.5 мм завдовжки; верхня губа глибоко-2-лопатева, з боків відігнута, з яйцеподібними гострими зубцями. Коробочка куляста, 4–5 мм, трохи довша за чашечку. Насіння дископодібне, 1.5–1.8 мм. 2n = 12.

## Поширення
Північна Африка, південь Європи, Західна, Центральна й південно-західна Азія.
В Україні вид росте на кам'янистих бур'янах — у Криму в передгір'ях і на ПБК, зрідка.